# Baby Snakes
Baby Snakes zvučni je zapis sa skladbama za istoimeni film američkog glazbenika Frank Zappe, iz ožujka 1983. g. Film nikada nije objavljen.

## Popis pjesama
1. Intro Rap/Baby Snakes (2:22)
2. Titties & Beer (6:13)
3. The Black Page #2 (2:50)
4. Jones Crusher (2:53)
5. Disco Boy (3:51)
6. Dinah-Moe Humm (6:37)
7. Punky's Whips (11:29)

## Izvođači
- Frank Zappa – direktor, klavijature, vokal, producent, glavni izršitelj, gitara
- Tommy Mars – klavijature, vokal
- Patrick O'Hearn – bas-gitara
- Peter Wolf – klavijature
- Ed Mann – performer, udaraljke
- Terry Bozzio – bubnjevi
- Roy Estrada – vokal, glas
- Adrian Belew – vokal, gitara
- Bob Stone – digitalni remastering
- Norman Seeff – fotografija
- Joe Chiccarelli – mix
- Lynn Goldsmith – fotografija